# Giovanni Maria Riminaldi
Giovanni Maria Riminaldi (né le 4 octobre 1718 à Ferrare, en Émilie-Romagne, alors dans le duché de Ferrare, dans les États pontificaux et mort le 12 octobre 1789 à Pérouse) est un cardinal italien du XVIIIe siècle .

## Biographie
Giovanni Maria Riminaldi exerce diverses fonctions au sein de la curie romaine. Le pape Pie VI le crée cardinal lors du consistoire du 14 février 1785.